# Ostrówki (rejon nieświeski)
Ostrówki (biał. Астроўкі; ros. Островки) – agromiasteczko na Białorusi, w obwodzie mińskim, w rejonie nieświeskim, w sielsowiecie Horodziej, przy drodze magistralnej .
W miejscowości znajduje się parafialna cerkiew prawosławna pw. św. Jerzego Zwycięzcy.

## Historia
W dwudziestoleciu międzywojennym wieś i trzy folwarki leżące w Polsce, w województwie nowogródzkim, w powiecie nieświeskim, w gminie Horodziej. Demografia w 1921 przedstawiała się następująco:
|                      | Liczba mieszkańców | Budynki | Narodowość  | Narodowość | Narodowość        | Wyznanie    | Wyznanie |
| Polacy               | Liczba mieszkańców | Budynki | Białorusini | inna       | rzymskokatolickie | prawosławne |          |
| -------------------- | ------------------ | ------- | ----------- | ---------- | ----------------- | ----------- | -------- |
| wieś Ostrówki        | 491                | 94      | 11          | 479        | 1                 | 11          | 480      |
| folwark Ostrówki I   | 18                 | 1       | 9           | 9          | –                 | 9           | 9        |
| folwark Ostrówki II  | 4                  | 1       | –           | 4          | –                 | –           | 4        |
| folwark Ostrówki III | 18                 | 1       | 12          | 6          | –                 | 12          | 6        |